# Euprosthenops bayaonianus
Euprosthenops bayaonianus är en spindelart som först beskrevs av Brito Capello 1867.  Euprosthenops bayaonianus ingår i släktet Euprosthenops och familjen vårdnätsspindlar. Inga underarter finns listade i Catalogue of Life.